# 鳥取市立河原中学校
鳥取市立河原中学校（とっとりしりつ かわはらちゅうがっこう）は、鳥取県鳥取市河原町曳田にある公立中学校。

## 概要
校区は、河原第一小学校、西郷小学校、散岐小学校の通学区域となっている。
河原中の周辺には千代川がある。

## 沿革
- 1962年（昭和37年）4月1日 - 八上中学校・八頭第一中学校を名目統合し、設立。
- 1964年（昭和39年）4月11日 - 新校舎にて実質統合。
- 2004年（平成16年）11月1日 - 河原町が鳥取市に編入されたことに伴い、鳥取市立河原中学校と改称する。

## 通学区域
- 河原第一小学校校区
  - 河原町鮎ヶ丘、河原町稲常、河原町今在家、河原町片山、河原町釜口、河原町河原、河原町郷原、河原町高福、河原町谷一木、河原町天神原、河原町徳吉、河原町長瀬、河原町曳田の一部、河原町袋河原、河原町布袋、河原町三谷、河原町山手、河原町渡一木
- 西郷小学校校区
  - 河原町牛戸、河原町小河内、河原町小畑、河原町神馬、河原町北村、河原町中井、河原町本鹿、河原町湯谷、河原町弓河内
- 散岐小学校校区
  - 河原町小倉、河原町佐貫、河原町曳田の一部、河原町水根、河原町山上、河原町八日市、河原町和奈見

## 著名な出身者
- 藤原芳秀（漫画家）
- 谷尾昂也（サッカー選手）
- 下田麻美（声優）